# UR-77 メテオリット
UR-77 メテオリット（ロシア語: УР-77 «Метеорит»）は、2S1 自走榴弾砲をベースにソビエト連邦で開発された地雷除去車両である。

## 現在の運用国
- ロシア
- アゼルバイジャン - 2024年時点で、アゼルバイジャン陸軍が1両のUR-77を保有している[4]。
- シリア
- 沿ドニエストル共和国
- ウクライナ -  2022年のロシアによるウクライナ侵攻で少なくとも16輌をロシア軍から鹵獲した[5]。